# Марсвинсхольм (замок)
Марсвинсхольм (швед. Marsvinsholms slott) — замок XVII века на территории одноимённого имения в волости Балкокра в коммуне Истад, лен Сконе, Швеция. Замок расположен в 12 км к северо-западу от центра города Истад.

## История

### Ранний период

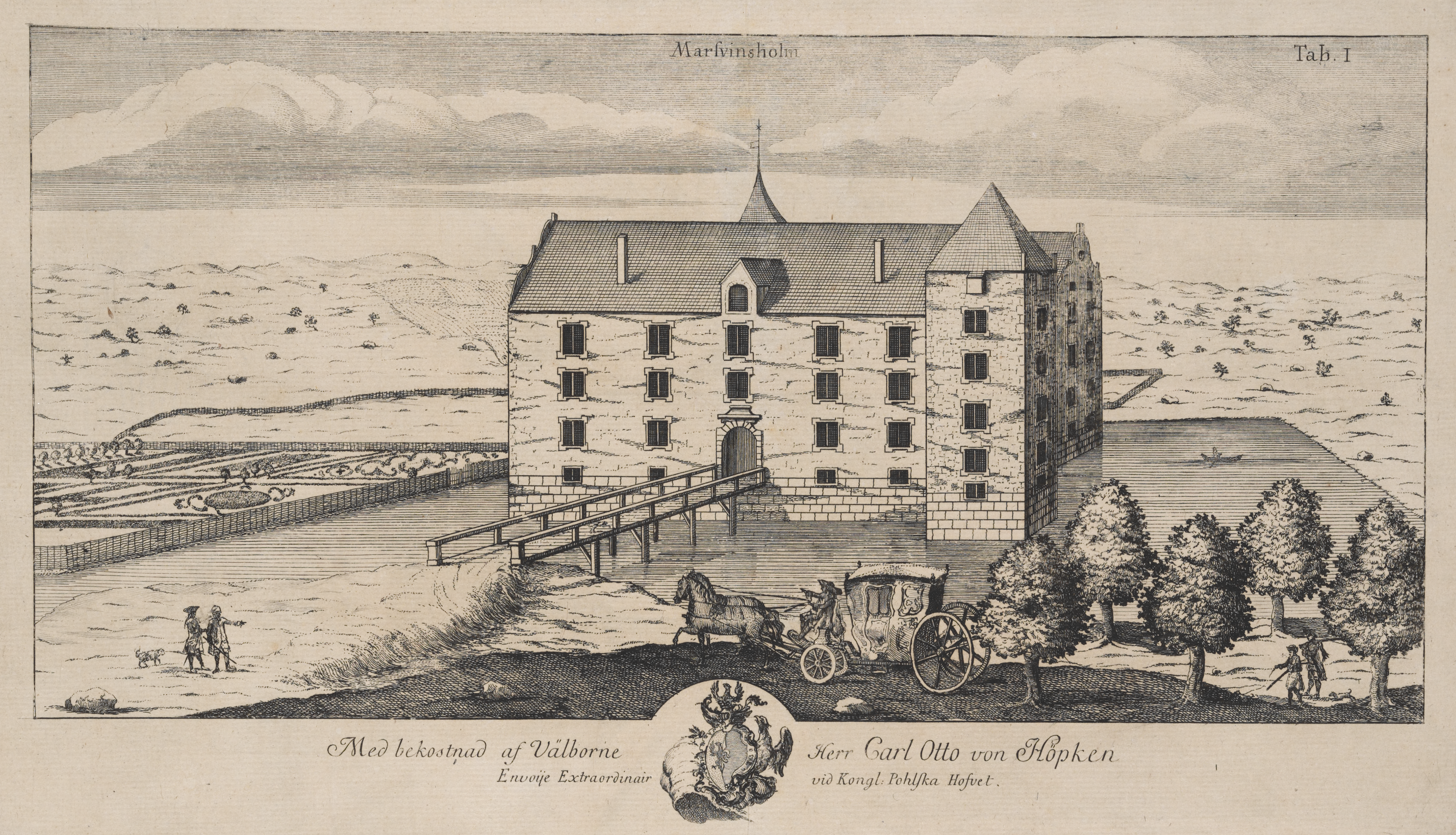
Замок Масвинсхольм на гравюре 1680 года

Поместье на этом месте впервые упоминается в документах начала XIV века под названиями Bosøe, Borsøe и Borsyø. Следует иметь в виду, что в ту эпоху весь регион Сконе принадлежал Датской короне.
В середине XVI века поместье принадлежало членам дворянской семьи Ульфельд. Около 1630 года имение перешло в собственность знатной женщины по имени Отта Марсвин, которая построила резиденцию в виде замка и назвала его своим именем. Само слово «марсвин» происходит от датского (а также старошведского) «морская свинья». Позднее имение и замок перешли от Отты к её внуку Кристиану Урне.

### XVII—XVIII века
Замок и поместье в последующие десятилетия неоднократно меняли собственников. В результате наследования и продажи имение принадлежало следующим знатным родам: Тотт, фон Кёнигсмарк, Делагарди, Шёблад, Руут, Пипер, Торнерхильм и Вахтмайстер.

### XIX век

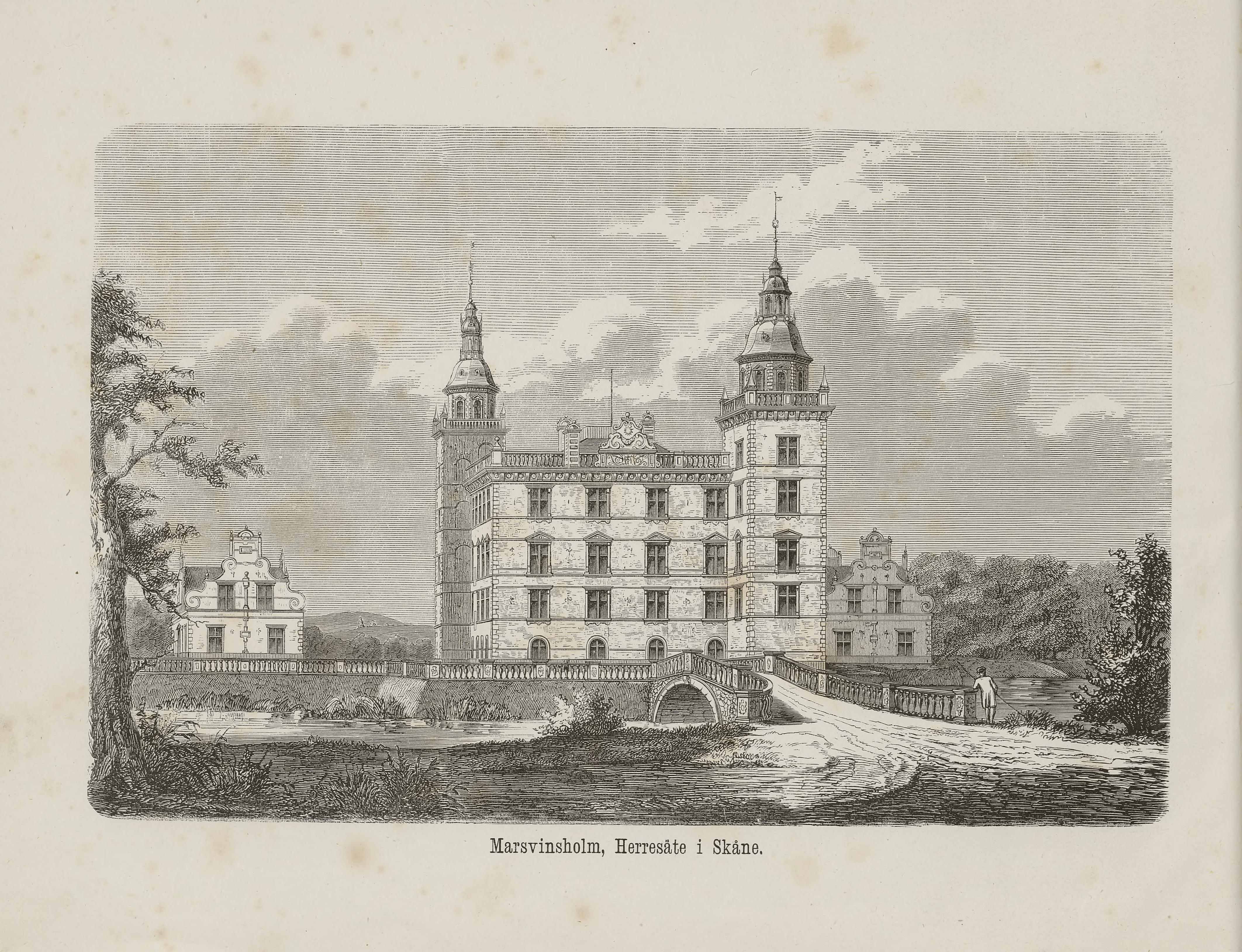
Замок Масвинсхольм на рисунке 1865 года

К середине XIX века собственником замка был премьер-министр граф Карл Вахтмайстер. Он продал поместье в 1854 году барону Юлесу Стьернбладу. Дочерью барона была графиня Ида Эренсвард. Её дети от первого брака, Рутгер, Луиза и Мадлен Беннет, владели замком до 1910 года.

### XX век
В 1912 году владельцем замка стал датчанин Йоханнес Йоханнесен. После его смерти комплекс унаследовала в 1938 году дочь Анна Маргрет и её муж Йорген Вендельбое-Ларсен. Позднее собственником стал их сын Эрик. Этот человек продал Марвинсхольм в 1978 году Бенгту Якобею. В настоящее время замком владеет его сын Томас Якобей.

## Описание
Замок был построен в 1644–1648 годах Отте Марсвин. Изначально это был замок на воде, возведённый на сваях в небольшом озере на вбитых в дно дубовых сваях. Но позднее часть водной поверхности (с северной стороны) засыпали.
Комплекс имеет форму квадрата. Резиденция четырёхэтажная, а к её северо-западному и юго-восточном углам пристроены пятиэтажные башни. Вокруг замка разбит парк.
В 1782–1786 годах граф Эрик Руут провёл основательную реконструкцию замка.
В 1856–1857 годах барон Юлес Стьернблад поручил датскому архитектору Кристиану Цвингманну тщательно отреставрировать замок Марсвинсхольм и воссоздать в фасадах стиль, характерный для эпохи короля  Кристиана IV.
Некогда вокруг замка имелось 99 прудов для разведения рыб.

## Современное использование
В течение продолжительного времени каждое лето с 1996 по 2012 год на сцене в замковом парке Ystads Stående Teatersällskap проводили театральные представления под открытым небом. Причём для удобства зрителей из Мальмё ходили в это время специальные театральные поезда, которые доставляли зрителей на расположенную неподалёку станцию Марсвинсхольм. В настоящее время поезда здесь остановок не делают. С 2013 года летний театр перешёл в собственность Marsvinsholmsteatern. Теперь зрителей из Мальмё доставляет на представления специальный автобус.
Летом 2007 года в замковом парке открылась выставка скульптур. С тех пор экспозиция обновляется каждый год.
С 2017 года в замке в пасхальную неделю работает художественная галерея. Это проект курирует организация Lundagalleriet Jäger & Jansson.

## Галерея

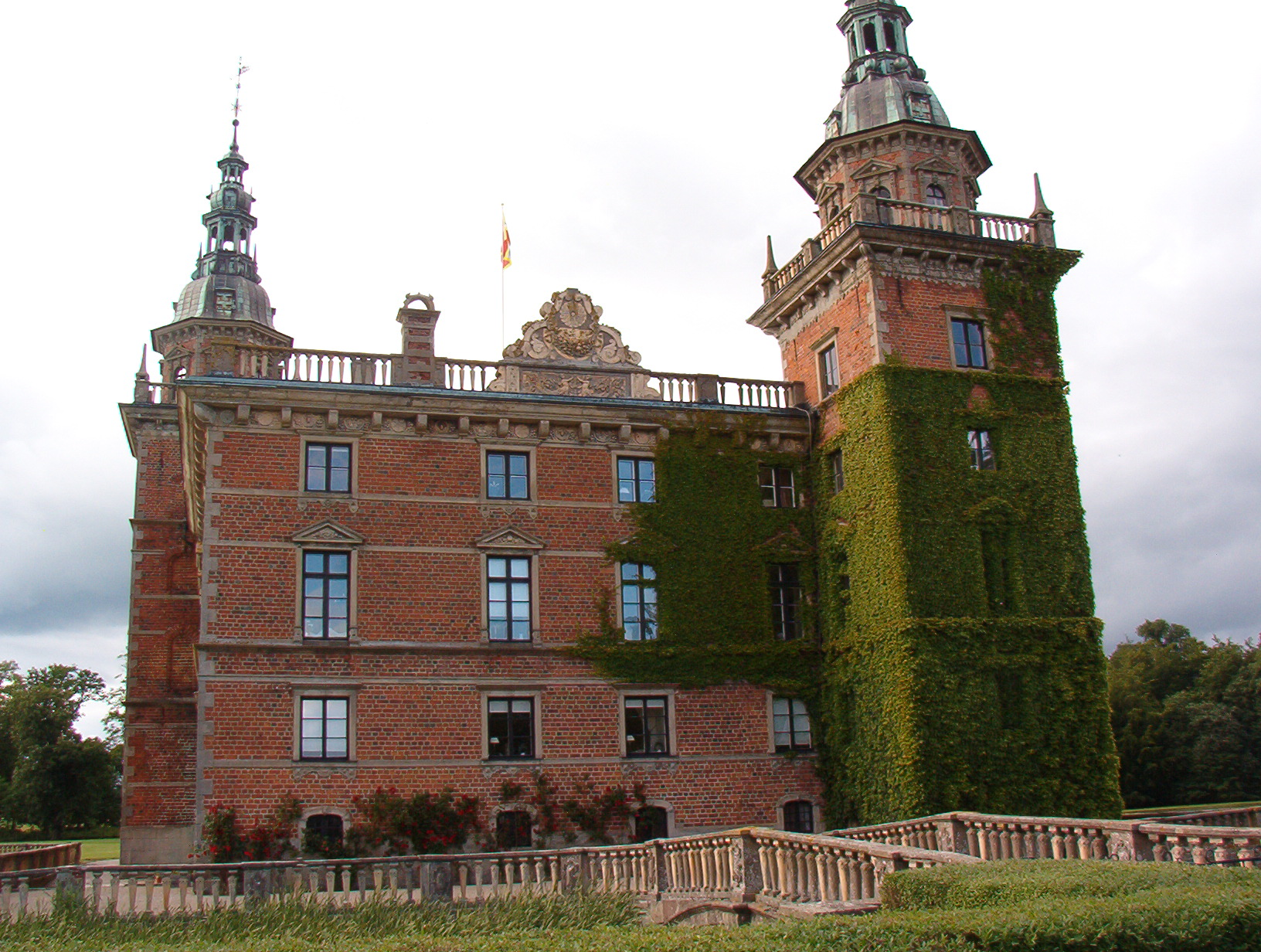
Вид замка с южной стороны
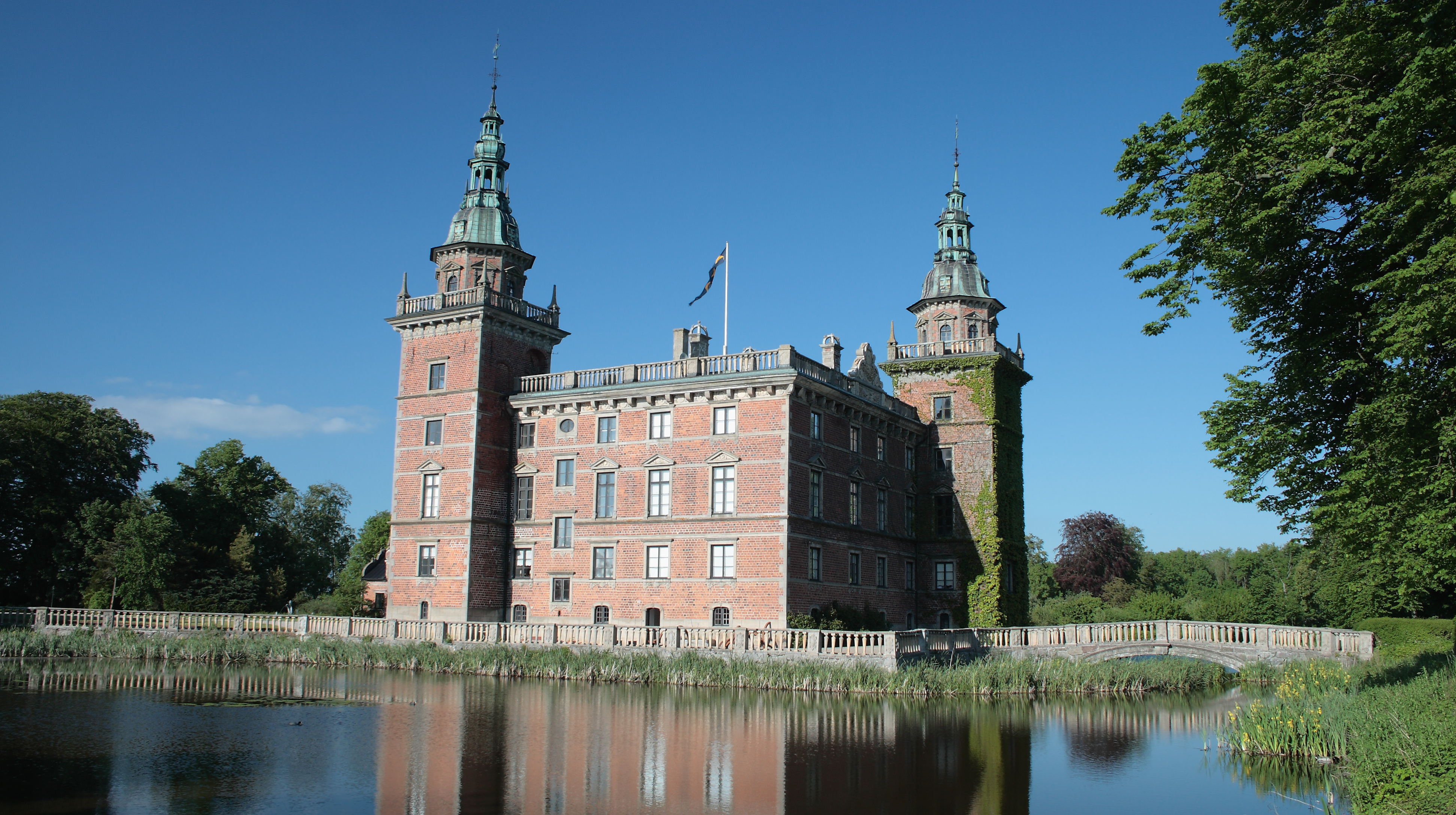
Замок c западной стороны
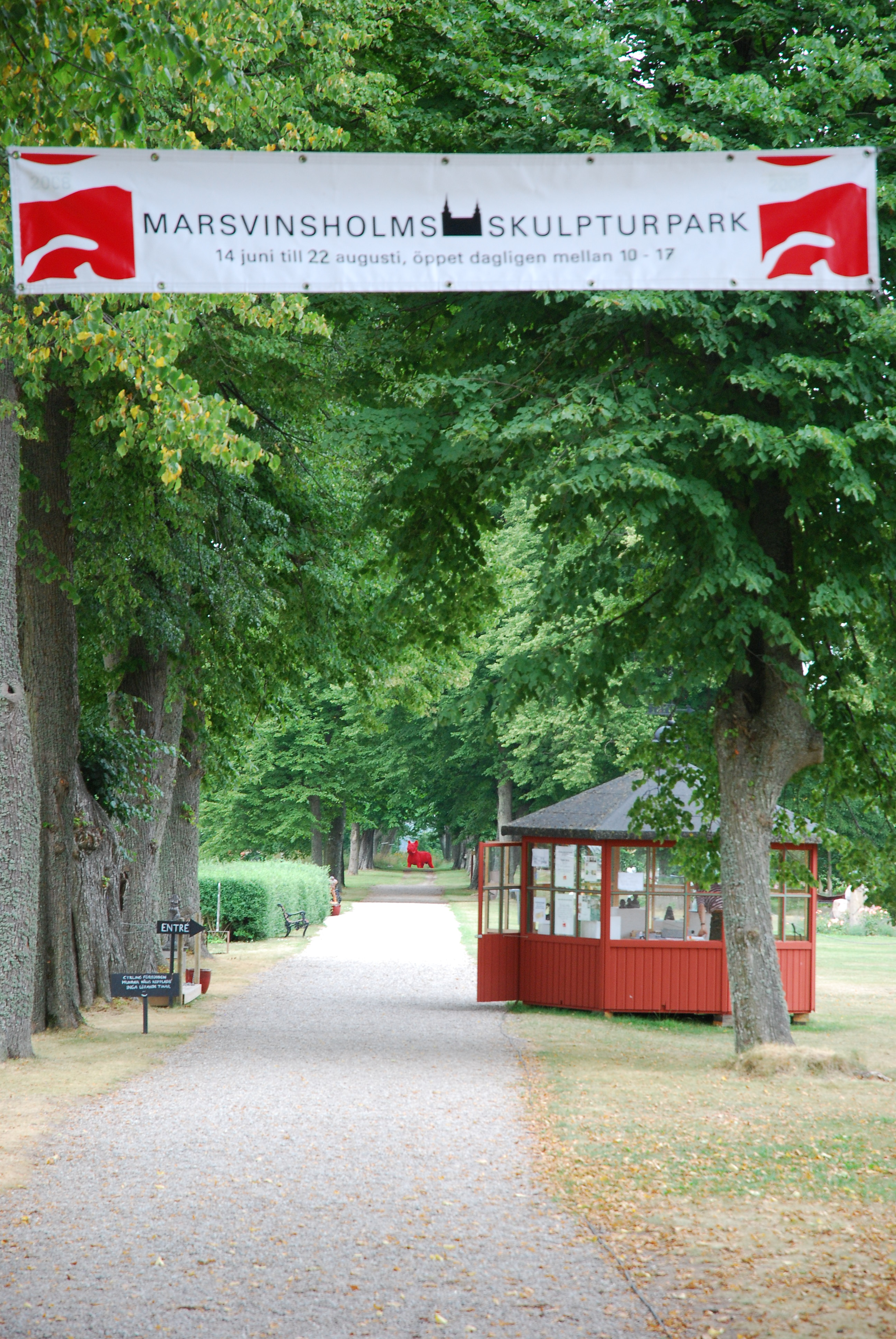
Вход в парк скульптур
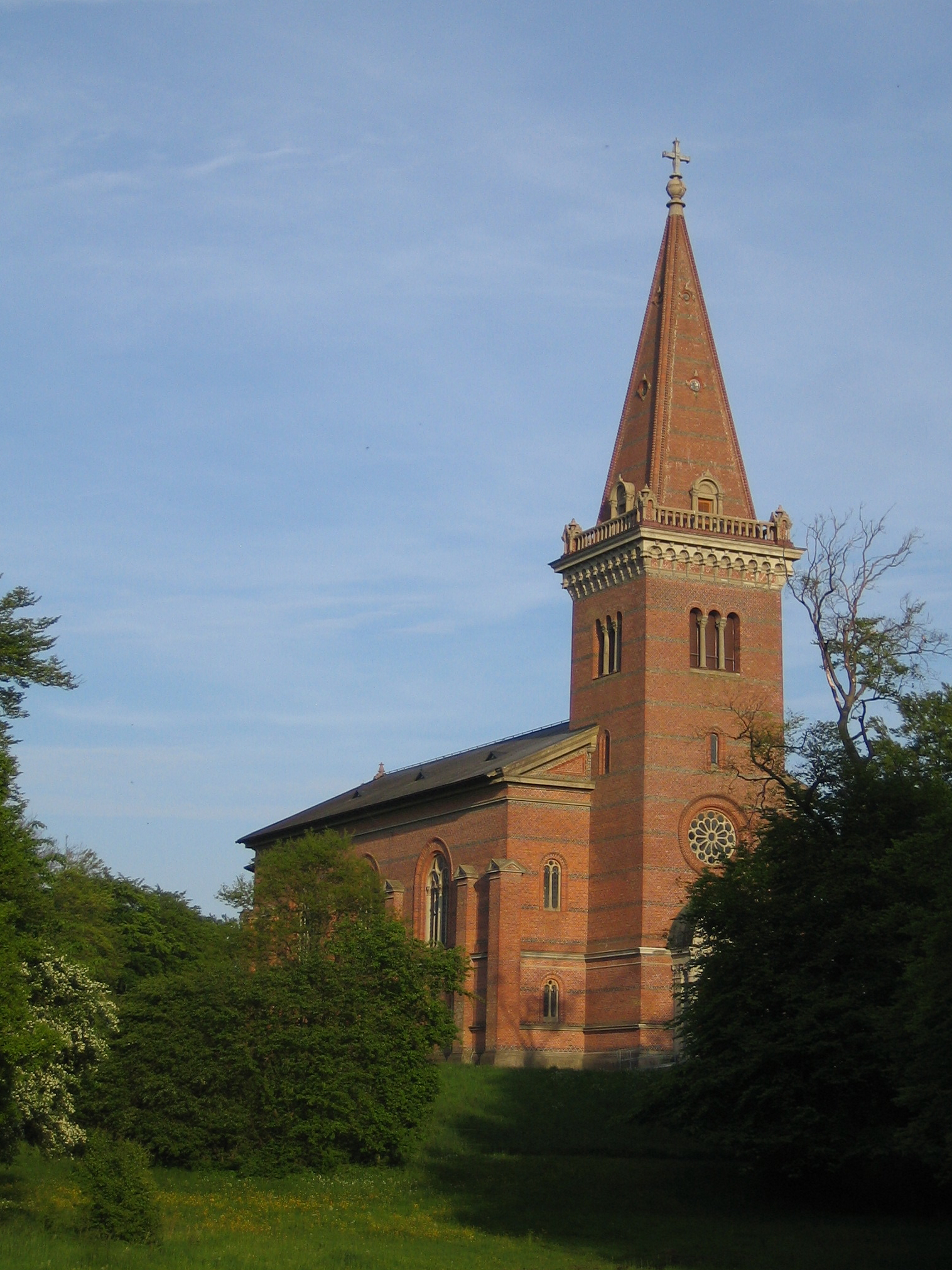
Церковь около замка